# Subiaco
För andra betydelser, se Subiaco (olika betydelser).
Subiaco är en ort och kommun i storstadsregionen Rom, före 2015 provinsen Rom, i regionen Lazio i Italien, 50 km öster om Rom, längs floden Aniene. Kommunen hade 8 902 invånare (2018).

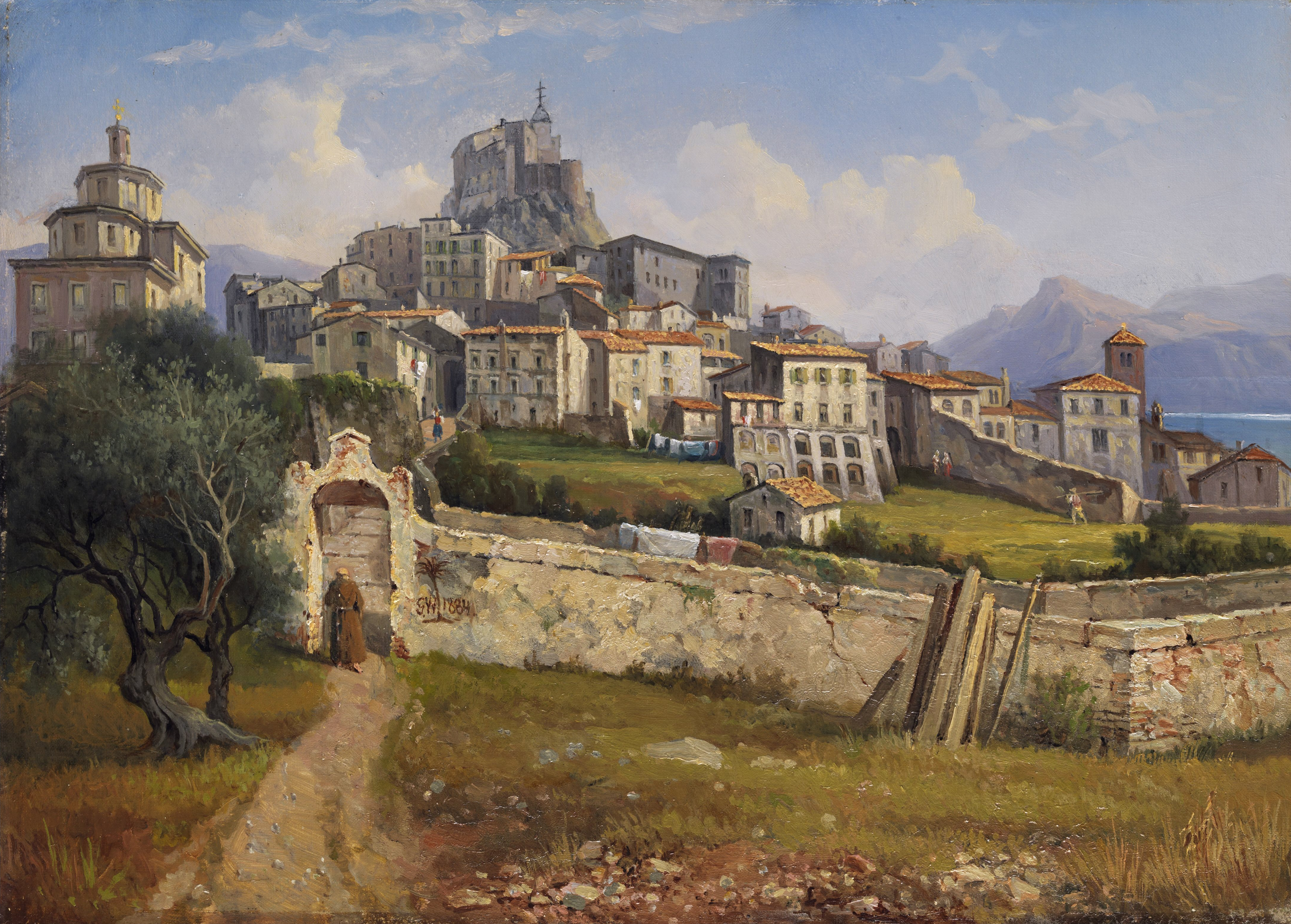
Målning av Subiaco av Gustaf Wilhelm Palm, 1884.

Namnet Subiaco härstammar från Sublaqueum (latin "under sjöarna"), en villa som kejsar Nero lät bygga vid tre konstgjorda sjöar.
Benedictus av Nursia grundade i början av 500-talet ett flertal kloster i trakten, bland andra Santa Scolastica samt Sacro Speco, som innesluter den grotta där Benedictus brukade meditera. Klostret förstördes flera gånger och återuppbyggdes. Till klostret kom de tyska boktryckarna Sweinheim och Pannartz på 1400-talet och tryckte Donatus pro parvulis, Lactantius, (1465), och De Civitate Dei (1467). De var de första böckerna som trycktes i Italien och de var en viktig förutsättning för att humanismen skulle spridas.